# Rémy Vigneaux
Pas d'image ? Cliquez ici

a Compétitions nationales et continentales officielles uniquement.

b Matchs officiels uniquement.
Rémy Vigneaux, né le 22 octobre 1976 à Lavaur (Tarn), est un joueur français de rugby à XV qui évolue au poste de talonneur. Il a évolué en professionnel au Castres olympique et terminé sa carrière au sein de l'effectif du CS Bourgoin-Jallieu (1,74 m pour 97 kg).
Il reprend ensuite l'exploitation fruitière de ses parents près de Lavaur.

## Carrière

### Joueur
- Jusqu'en 1994 : Association sportive vauréenne
- 1994-2006 : Castres olympique
- 2006-2011 : CS Bourgoin-Jallieu

### Entraineur
- depuis 2011 : consultant à l'école de rugby de l'ASV (Lavaur).

## Palmarès

### En club
Avec le Castres olympique
- Coupe Frantz Reichel :
  - Vice-champion (1) : 1995 face à Toulouse (remplacé par X. Gatinel à la 61e)
- Bouclier européen :
  - Finaliste (1) : 2000 face à Pau (remplacé par Pascal Astruc à la 84e)
- Bouclier européen :
  - Vainqueur (1) : 2003 face à Caerphilly
- Challenge Sud Radio :
  - Vainqueur (1) : 2003[2] face à Bourgoin (remplacé par Djalil Narjissi à la 83e)

Avec le CS Bourgoin-Jallieu
- Challenge européen :
  - Finaliste (1) : 2009 face à Northampton (remplace Jean-Philippe Genevois à la 58e)

### En équipe nationale
- International scolaires : 
  - 2 sélections en 1993/1994 : Pays de Galles (1 essai), Angleterre
  - 1 sélection en 1994/1995 : Australie
- International juniors FIRA : 
  - vainqueur tournoi 1995 en Roumanie, 4 sélections (Roumanie, Pays de Galles, Italie, Argentine)
  - 1 sélection en 1995/1996 : Pays de Galles (remplacé par Noël Curnier à la 37°)
- International -21 ans : 
  - 1 sélection en 1995/1996 : Écosse
  - 3 sélections en 1996/1997 : Irlande (capitaine), Angleterre, Écosse (remplacé par Jawad Djoudi à la 78°)
  - 5 sélections en 1997/1998 : Angleterre 1 (capitaine), Écosse (capitaine, remplacé par Noël Curnier à la 76°), Irlande (remplace Noël Curnier à la 65°), Pays de Galles, Angleterre 2.
- International Espoirs : 1 sélection en 1996/1997 (Roumanie)